# Peter Cormack
Peter Cormack (17 de julho de 1946 - 10 de outubro de 2024) foi um futebolista escocês. 

## Carreira
Peter Cormack competiu na Copa do Mundo FIFA de 1974, sediada na Alemanha, na qual a seleção de seu país terminou na 9º colocação dentre os 16 participantes.